# 死体解剖保存法
死体解剖保存法（したいかいぼうほぞんほう、昭和24年6月10日法律第204号）は、病理解剖、行政解剖、司法解剖を行う医師、歯科医師、解剖学・病理学・法医学の専門家が遵守しなければならない医療に関する法律である。

## 主務官庁
- 厚生労働省医政局医事課試験免許室[1]

法務省刑事局刑事課、警察庁刑事局犯罪鑑識官部課、文部科学省高等教育局医学教育課と連携して執行にあたる。

## 内容
第1条死体もしくは妊娠4ヶ月以上の死胎に関しての解剖と保存に関して規定する。妊娠4ヶ月以下の死胎は、一般病理検査の対象として取扱うため死体解剖保存法の規制を受けない。
第2条
死体の解剖を行うものは保健所長の許可を必要とする。
例外として
1. 厚生労働大臣が認定した医師または歯科医師、解剖学・病理学・法医学の教授又は准教授が行う解剖
2. 刑事訴訟法第129条に基づく解剖（司法解剖）
3. 本法第8条・食品衛生法第59条・検疫法第13条による解剖（行政解剖）

は保健所長の許可は必要としない。
第7条
死体を解剖するものは遺族の承諾が必要である。
例外として
1. 死亡確認後30日を経過しても引取者のない場合
2. 患者の死亡に関し、主治医を含む2人以上の医師又は歯科医師がその死因を究明するため、解剖の必要を認め、その遺族の所在が不明もしくは、遺族が遠くにいる等のため諾否の判明が遅れる場合
3. 刑事訴訟法第129条に基づく解剖（司法解剖）
4. 本法第8条・食品衛生法第59条・検疫法第13条による解剖（行政解剖）

は遺族の承諾は必要としない。
第8条
特定の地域の都道府県知事は、域内における伝染病・中毒・災害により死亡した疑いのある死体、死因が判明しない死体について、死因を明らかにするため監察医を置き、検案・解剖させることができる。
但し、変死体・変死の疑がある死体については、刑事訴訟法第229条の規定によって検視の前に検案・解剖することはできない。
第9条解剖は、解剖室において施行しなければならず、それ以外は保健所長の許可を要する。
第10条医学教育（歯学も含む）のための解剖は、医科・歯科大学において行う。（系統解剖）
第11条解剖によって犯罪性があると認めた場合、24時間以内に警察署長に届出なければならない。
第12 - 16条引き取り手のない死体に関し、研究・教育のため医科・歯科大学の学長より献体の要求があった場合は市町村長が許可できる。
第17 - 19条解剖によって得た標本は遺族の承諾の上で保存することが出来る。
第20条死体には礼儀をもって接すること。